# Gluphisia crenosa
Gluphisia crenosa är en fjärilsart som beskrevs av Jacob Hübner 1800. Gluphisia crenosa ingår i släktet Gluphisia och familjen tandspinnare. Inga underarter finns listade i Catalogue of Life.